# Jebel Ali
Jebel Ali, Dzsebel Ali (Arabul: جبل علي), Dubaj kikötője, 35 kilométerre délnyugatra található Dubaj városától az Egyesült Arab Emírségekben.
A kikötő építése az 1970-es évek végén kezdődött. 1977 körül az építőmunkások számára egy települést hoztak létre, amely ma más célokat szolgál. Jebel Ali a legnagyobb ember alkotta kikötő, és egyben a közel-kelet legnagyobb kikötője. 67 kikötőhelye 134,68 négyzetkilométeren terül el. 1985-ben szabad-kereskedelmi zónát is létrehoztak Jebel Ali-ban (Jebel Ali Free Zone, JAFZ). Az itt megtelepedő cégek kiváltságokat élveznek. A terület vámszabad övezet, vagyis nem fizetnek sem import sem export vámot. Az itt működő cégek tizenöt évig mentesek a társasági adó fizetésétől, és nem kell személyi jövedelemadót sem fizetniük. Ezen kívül a munkaerő-toborzás elé, és a különböző devizák használata elé sem állítanak semmilyen korlátot. A kikötő területén az Al Maktoum Nemzetközi Repülőteret (korábban Dubai World Central International Airport) is építik.
Jebel Ali a térség egyik, az amerikaiak által leggyakrabban látogatott kikötője, mivel képes Nimitz osztályú repülőgép-hordozókat is fogadni.

## Külső hivatkozások
- Jebel Ali Aerial Photo